# Götaland

Sverigekarta med Götaland markerat.
Den grova linjen norr därom markerar gränsen mellan Svealand och Norrland.

Götaland (latin: Gothia) är den sydligaste av Sveriges tre landsdelar, och består av landskapen Blekinge, Bohuslän, Dalsland, Halland, Skåne, Småland, Västergötland, Östergötland, Gotland och Öland.
Götaland har en areal på 87 712 kvadratkilometer. Invånarantalet är 4 995 764 (2021).
Landsdelarna Götaland, Svealand och Norrland saknar officiell eller administrativ betydelse, men begreppen används vardagligt som i väderleksrapporter och i idrottsliga sammanhang, till exempel Division 2 Östra Götaland i fotboll för herrar. Götaland ingår även i namnet på ett av Sveriges län: Västra Götalands län, bildat 1998.

## Historik

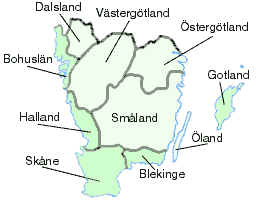
Landskapen i Götaland.
Mörkare grönt markerar expansionen 1645–1658.

Ordet Götaland betyder ursprungligen "götarnas land", varmed åsyftades en av de två huvudstammarna som ansågs ha gett upphov till Sverige (den andra var svearna). Äldsta belägget härrör från 1384 Gøthalandom, och området kallas i äldre källor främst "sunnanskog" eller "utanskog" mot benämningen "nordanskog" om Svealand. I Kristofers landslag från 1400-talet hävdas att Sverige i forna tider hade bildats som en förening ”av svea och göta land”, det vill säga av svearnas och götarnas land. Då förefaller Götaland ha avsett Småland, Öland, Östergötland, Västergötland, Dalsland (förr Dal) och Värmland. Det skogiga och kuperade området Kolmården–Tiveden utgjorde gränsland mellan Svealand och Götaland, eller landet nordanskogs och landet sunnanskogs. Göta rike användes som en synonym.
Blekinge, Bohuslän, Gotland, Halland och Skåne kom att räknas till Götaland efter att ha erövrats av Sverige under den stormaktstida expansionen.
Värmlands län kom 1815 att överföras från Göta hovrätt till Svea hovrätt. Sedan dess har Värmland räknats till Svealand.